# Віллізау
Віллізау (нім. Willisau) — місто  в Швейцарії в кантоні Люцерн, виборчий округ Віллізау.

## Географія
Місто розташоване на відстані близько 50 км на північний схід від Берна, 25 км на захід від Люцерна.
Віллізау має площу 47,2 км², з яких на 8,3% дозволяється будівництво (житлове та будівництво доріг), 62,1% використовуються в сільськогосподарських цілях, 28,8% зайнято лісами, 0,8% не є продуктивними (річки, льодовики або гори).

## Демографія
2019 року в місті мешкало 8970 осіб (+8,7% порівняно з 2010 роком), іноземців було 13,1%. Густота населення становила 190 осіб/км².
За віковим діапазоном населення розподілялося таким чином: 22,4% — особи молодші 20 років, 58,5% — особи у віці 20—64 років, 19,1% — особи у віці 65 років та старші. Було 3692 помешкань (у середньому 2,4 особи в помешканні).
Із загальної кількості 5481 працюючого 537 було зайнятих в первинному секторі, 1365 — в обробній промисловості, 3579 — в галузі послуг.